# Religioni in Finlandia

La cattedrale di Helsinki

La religione cristiana è la più diffusa in Finlandia. Secondo statistiche ufficiali del 2022, i cristiani rappresentano il 67,1% della popolazione e sono in maggioranza protestanti; lo 0,8% della popolazione segue altre religioni e il 32,0% della popolazione non segue alcuna religione. Stime dell'Association of Religion Data Archives (ARDA) riferite al 2016 differiscono di poco, dando i cristiani al 79,2% della popolazione, coloro che seguono altre religioni all'1,3% della popolazione e quelli che non seguono alcuna religione al 22,5% della popolazione.
La costituzione riconosce la libertà religiosa e vieta le discriminazioni su basi religiose effettuate "senza una ragione accettabile". Le organizzazioni religiose devono registrarsi con il governo per potere godere di agevolazioni fiscali, ricevere fondi governativi, possedere e gestire proprietà e impiegare lavoratori; queste possibilità sono precluse alle organizzazioni religiose non registrate. Nelle scuole pubbliche è previsto l’insegnamento della religione; nella maggioranza delle scuole si insegna la religione protestante luterana, ma in presenza di un numero sufficiente di studenti e una specifica richiesta dei loro genitori, i gruppi registrati possono organizzare corsi sulla loro religione. Gli studenti che non seguono corsi di religione devono seguire corsi di etica. Anche le scuole private organizzano corsi di religione, ma dato che ricevono fondi statali devono seguire i programmi statali e non possono effettuare un’ammissione selettiva degli studenti basata sulla loro affiliazione religiosa.

## Religioni presenti

### Cristianesimo
Secondo statistiche ufficiali del 2022, i protestanti rappresentano il 65,2% della popolazione, gli ortodossi l'1,1% della popolazione, i cattolici lo 0,3% della popolazione e i cristiani di altre denominazioni lo 0,5% della popolazione.
I protestanti finlandesi sono in maggioranza luterani e la maggiore denominazione a cui appartengono è la Chiesa evangelica luterana finlandese, che aderisce alla Federazione luterana mondiale e raggruppa quasi il 65,2% della popolazione. Gli altri gruppi protestanti presenti nel Paese comprendono battisti, pentecostali, avventisti del settimo giorno, metodisti e anglicani.
La Chiesa ortodossa è presente in Finlandia con la Chiesa ortodossa finlandese, riconosciuta dal Patriarcato ecumenico di Costantinopoli.
La Chiesa cattolica è presente in Finlandia con la Diocesi di Helsinki, unica diocesi del Paese. 
Fra i cristiani di altre denominazioni, sono presenti i Testimoni di Geova e la Chiesa di Gesù Cristo dei Santi degli Ultimi Giorni (i Mormoni).

### Altre religioni
In Finlandia sono presenti l'islam e l'ebraismo. Vi sono anche piccoli gruppi che seguono la religione bahai, il buddhismo e l'induismo.